# Astaena ferrugata
Astaena ferrugata är en skalbaggsart som beskrevs av Blanchard 1850. Astaena ferrugata ingår i släktet Astaena och familjen Melolonthidae. Inga underarter finns listade.